# Martha Eccles Bullock
Martha Eccles Bullock (geb. 17. September 1851; gest. 15. März 1939 in Deadwood) war die Ehefrau des Westernhelden Seth Bullock.

## Leben

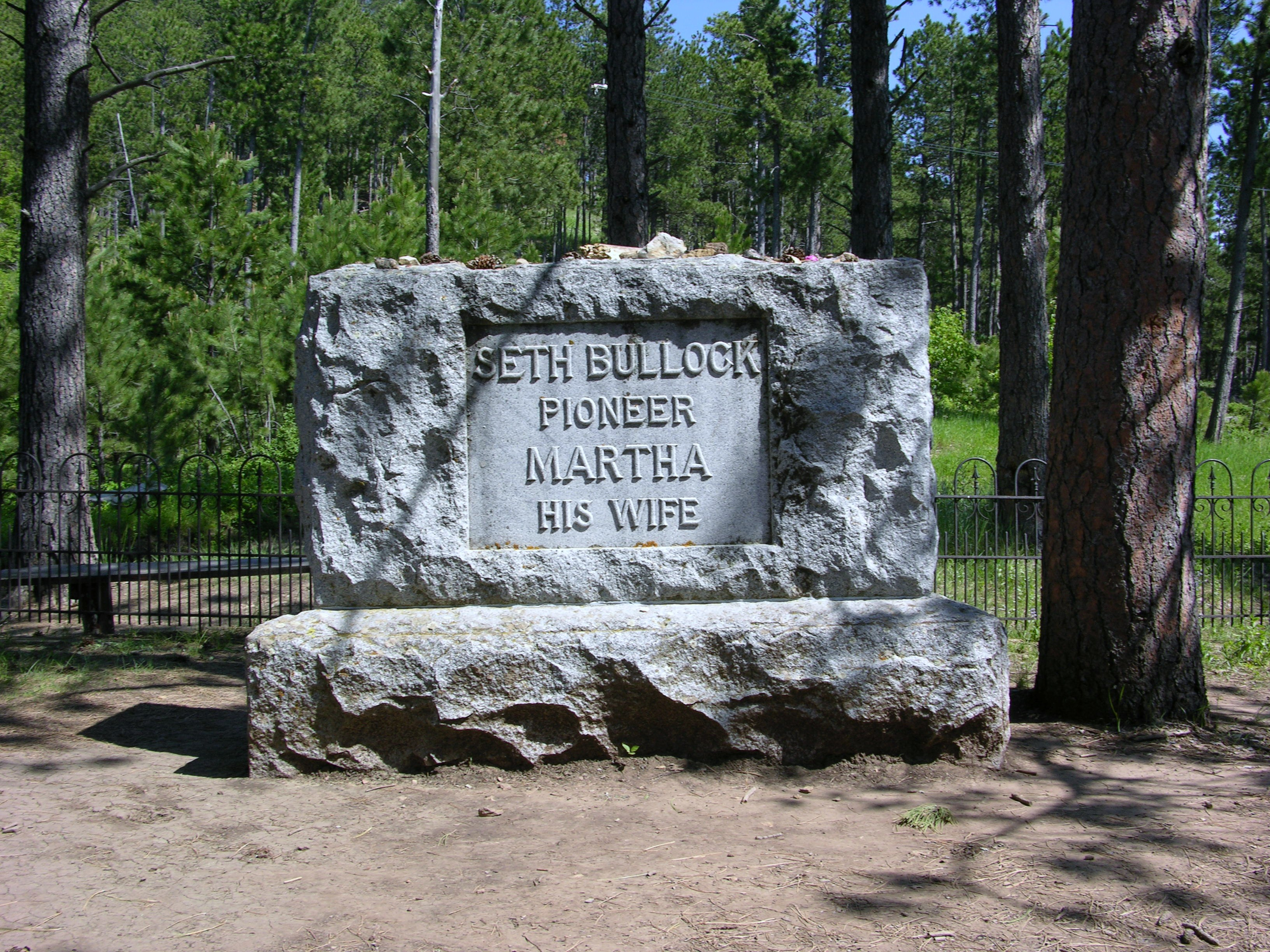
Grab von Seth und Martha Bullock

Martha Bullock wurde als Marguerite Eccles in Ohio geboren, ihre Eltern waren James und Margaret Eccles. Schon in jungen Jahren wurde sie Lehrerin in Battle Creek, Michigan. 1874 heiratete sie Seth Bullock in Salt Lake City, Utah.
Als Seth 1876 nach Deadwood aufbrach, zog sie mit ihrer Tochter Margaret zu ihren Eltern nach Michigan, da Deadwood zu dieser Zeit noch ein unzivilisiertes und gefährliches Lager von Goldgräbern und Abenteurern war.
Erst nachdem ihr Mann Sheriff in der Stadt geworden war und erstmals Gesetze zum Tragen kamen, zog sie ebenfalls nach Deadwood. Sie wurde bald ein führendes Mitglied der örtlichen Frauengemeinschaft und war mehrfach Präsidentin von The Round Table Club, einer literarischen Frauengemeinschaft mit dem Motto: "Dare to be Wise".
In Deadwood bekam das Paar noch eine Tochter (Florence) und einen Sohn (Stanley).
Nach ihrem Tod 1939 wurde sie im Grab ihres Mannes auf dem Mount Moriah Cemetery in Deadwood beerdigt.

## Fernsehserie
Der Charakter Martha Bullock aus der HBO-TV-Serie Deadwood basiert auf der historischen Figur. Aus dramaturgischen Gründen wurden allerdings einige historische Fakten verändert. So war die echte Martha beispielsweise nicht die Witwe von Seths Bruder und hatte mit ihm auch keinen Sohn. In der Serie wird der Charakter von der Schauspielerin Anna Gunn dargestellt.